# 솔로몬 애쉬
솔로몬 애쉬(Solomon Eliot Asch 1907년 9월 14일 – 1996년 2월 20일)는 폴란드계 미국인 게슈탈트 심리학 및 사회 심리학의 선구자였다. 그는 인상 형성, 명성 제안, 적합성 및 기타 많은 주제에서 중요한 결과물을 연구하였다. 그의 연구결과물은 '전체가 부분의 합보다 클뿐만 아니라 전체의 본질이 부분을 근본적으로 변화 시킨다'(the whole is not only greater than the sum of its parts, but the nature of the whole fundamentally alters the parts)는 게슈탈트 심리학의 공통 주제를 따른다. 애쉬(Asch)는 다음과 같이 언급한바있다
"Most social acts have to be understood in their setting, and lose meaning if isolated. No error in thinking about social facts is more serious than the failure to see their place and function"
"대부분의 사회적 행위는 그 환경에서 이해되어야하며 고립되면 의미를 잃어 버립니다. 사회적 사실에 대해 생각하는 오류는 그 위치와 기능을 보지 못하는 것보다 더 심각한 오류는 없습니다."
애쉬(Asch)는 의견에 대한 집단 압력의 영향을 입증한 동조실험(conformity experiments)으로 가장 잘 알려져 있다. 2002년에 발표된 제너럴 심리학 리뷰(Review of General Psychology) 조사에서는 애쉬(Asch)가 20 세기에 가장 많이 인용된 심리학자 41위로 선정되었다.

## 같이 보기
- 필립 짐바르도
- 스탠리 밀그램